# Bleptina vestitalis
Bleptina vestitalis là một loài bướm đêm trong họ Noctuidae.